# Søren Busk
Søren Thomas Busk,  est un footballeur danois, né le 10 avril 1953 à Glostrup (Danemark).

## Carrière
- 1972-1976 : Glostrup IC  Danemark
- 1976-1979 : Westfalia Herne  Allemagne
- 1979-1982 : MVV Maastricht  Pays-Bas
- 1982-1985 : La Gantoise  Belgique
- 1985-1986 : MVV Maastricht  Pays-Bas
- 1986-1987 : AS Monaco  France
- 1987-1988 : Wiener Sport-Club  Autriche
- 1989-1990 : Herfølge BK  Danemark

## Palmarès
- 61 sélections et 2 buts avec l'équipe du Danemark entre 1979 et 1988.